# Avichaj Mandelblit
Avichaj Mandelblit (hebrejsky אביחי מנדלבליט‎, anglicky Avichai Mandelblit; * 29. července 1963 Tel Aviv, Izrael) je izraelský právník, který v letech 2016 až 2022 zastával funkci generálního prokurátora Izraele. Mandelblit dlouho působil v právním systému Izraelských obranných sil a v letech 2004 až 2011 zastával funkci generálního vojenského prokurátora Izraele. V dubnu 2013 byl jmenován tajemníkem kabinetu. V únoru 2016 byl jmenován generálním prokurátorem. V listopadu 2019 Mandelblit po tříletém vyšetřování formálně obvinil tehdejšího předsedu vlády Benjamina Netanjahua z podvodu, porušení důvěry a přijetí úplatků.

## Raný život
Mandelblit se narodil a vyrostl v Tel Avivu. Jeho rodiče byli Baruch (Mickey) a Ada Mandelblitovi. Jeho otec, obchodník s oděvy a zástupce šéfa Izraelské fotbalové asociace, byl veteránem Irgunu a členem pravicové strany Cherut. Ve svých 26 letech se Mandelblit stal ortodoxním židem a žákem rabína Barucha Ašlaga.
Mandelblit odložil povinnou vojenskou službu v Izraelských obranných silách, aby mohl navštěvovat Telavivskou univerzitu v rámci programu Atuda. Do IOS vstoupil v roce 1985 po absolvování bakalářského studia v oblasti práv. Později získal titul Ph.D. z oblasti práv na Bar-Ilanově univerzitě.

## Vojenská kariéra

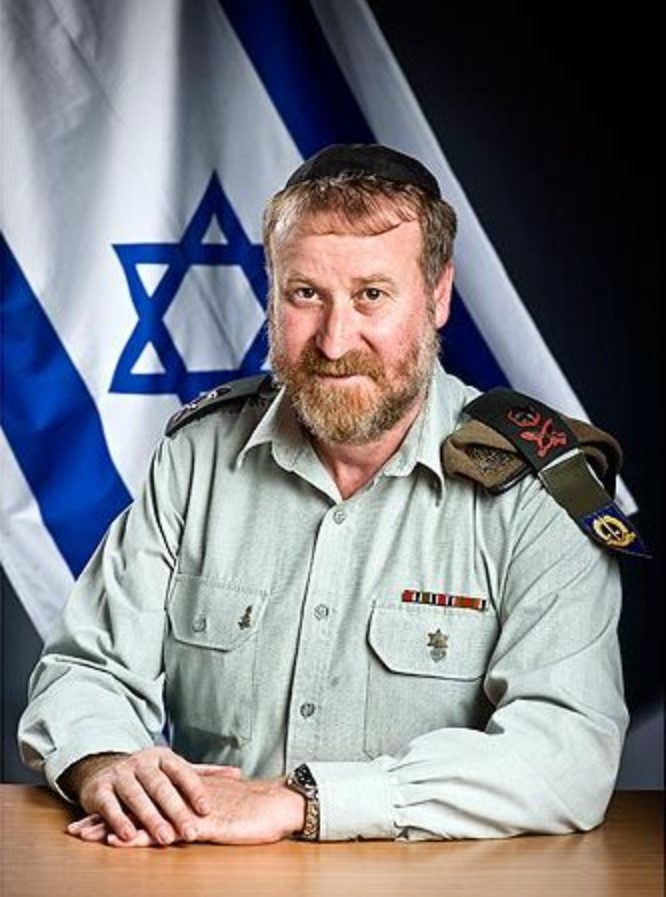
Mandelblit během svého působení ve funkci generálního vojenského prokurátora

Po nástupu do Izraelských obranných sil zastával různé pozice v úřadu generálního vojenského prokurátora. V letech 1991 až 1992 působil jako soudce vojenského soudu v oblasti Gazy. V roce 1997 byl jmenován zástupcem prezidenta vojenského soudu jižního velitelství. V roce 2003 byl jmenován zástupcem generálního vojenského prokurátora. V roce 2004 byl povýšen do hodnosti Tat Aluf (brigádní generál) a jmenován generálním vojenským prokurátorem. V roce 2009 byl povýšen do hodnosti Aluf (generálmajor).

Během svého působení ve funkci generálního vojenského prokurátoru Mandelblit často vyjadřoval právní názory Izraelských obranných sil na různé otázky mezinárodního humanitárního práva. V prosinci 2007 prohlásil, že použití kazetových pum IOS během druhé libanonské války bylo v souladu s mezinárodním humanitárním právem. Patřil také ke kritikům Goldstoneovy zprávy a prohlásil:
Sami jsme zahájili vyšetřování 140 stížností. Teprve když si přečtete tyto další zprávy a stížnosti, uvědomíte si, jak je Goldstoneova zpráva skutečně krutá. Podle zprávy to vypadá, jako bychom se vydali po infrastruktuře a civilistech, jako by to bylo úmyslné. Je to zlovolná lež.
Dne 15. září 2011 vystřídal Mandelblita ve funkci generálního vojenského prokurátora Danny Efroni.

## Tajemník kabinetu
Po odchodu z armády v roce 2011 působil Mandelblit do roku 2013 jako výzkumný pracovník v Ústavu pro studium národní bezpečnosti.
V roce 2013 jmenoval předseda vlády Benjamin Netanjahu Mandelblita do funkce tajemníka kabinetu, kterou zastával také během třetí vlády Benjamina Netanjahua a na začátku čtvrté vlády Benjamina Netanjahua.

## Generální prokurátor Izraele
Mandelblit byl jmenován generálním prokurátorem v roce 2016 s podporou Netanjahua a ministryně spravedlnosti Ajelet Šakedové.
Jako generální prokurátor si Mandelblit získal „pověst pečlivého pracovníka“; ačkoli je dlouholetým členem strany Likud, kolegové a přátelé ho popisují jako apolitického generálního prokurátora, jehož rozhodování není poznamenáno politickými úvahami.
Od června 2020 působí Mandelblit také jako úřadující státní prokurátor, protože nastupující ministr spravedlnosti Avi Nissenkorn dosud nejmenoval nového státního prokurátoru, který by nahradil Šaje Nicana. Nejvyšší soud Státu Izrael tuto dohodu schválil.

### Obvinění Netanjahua
Ačkoli Mandelblit měl s Netanjahuem blízký pracovní vztah, který se datuje ještě do doby, kdy Mandelblit působil jako generální vojenský prokurátor, Mandelblit vedl proti Netanjahuovi trestní řízení v souvislosti s obviněním z korupce. V červenci 2016 zahájil Mandelblit předběžné přezkoumání Netanjahuova chování v blíže nespecifikovaném případu. V lednu 2017 Mandelblit schválil výslech Netanjahua v souvislosti s Případem 1000. Poté, co se objevil samotný Případ 2000 (kauza Jedi'ot achronot–Jisra'el ha-jom), postupoval Mandelblit v této kauze pomalu. V září 2017 Mandelblit obvinil premiérovu manželku Sáru Netanjahu; v rámci dohody o přiznání viny bylo Sáře Netanjahu nařízeno zaplatit částku 15 000 amerických dolarů.
V únoru 2018 policie doporučila obžalovat Netanjahua z úplatkářství v Případech 1000 a 2000. Později téhož roku se objevila další kauza v souvislosti s telekomunikační společností Bezek a serverem Walla!, a Netanjahu upadl do podezření poté, co se jeho bývalí spojenci Šlomo Filber a Nir Hefec stali korunními svědky proti němu. V prosinci 2018, poté co státní prokurátor Šaj Nican doporučil obžalovat Netanjahua, Mandelblit oznámil, že bude „rychle pracovat“ na rozhodnutí, zda Netanjahua obžalovat. Mandelblit uvedl, že „se nebude řídit ničím jiným než důkazy a zákony“.
V únoru 2019 Mandelblit oznámil, že přijal doporučení policie obžalovat Netanjahua ze tří obvinění.
Dne 21. listopadu 2019 Mandelblit obvinil Netanjahua z podvodu, porušení důvěry a z přijetí úplatků (v souvislosti s Případem 4000) a z podvodu a porušení veřejné důvěry (v souvislosti s Případy 1000 a 2000). Mandelblit zároveň obvinil majitele deníku Jedi'ot achronot Arnona Nuni Mozese z úplatkářství a majitele společnosti Bezek–Walla! a jeho ženu Iris z úplatkářství.

## Osobní život
Mandelblit žije v Petach Tikvě. Je ženatý a má šest dětí.